# Mieszanka pepsynowa
Mixtura Pepsini, mieszanka pepsynowa – preparat galenowy do użytku wewnętrznego. Wywiera działanie pobudzające łaknienie. Znalazł zastosowanie w bezsoczności i małosoczności żołądka i związanym z tym brakiem apetytu. Dawniej szeroko stosowany, zwłaszcza w praktyce pediatrycznej.
Obecnie stosowany rzadziej.
Oficjalny skład preparatu według Receptarium Polonicum:
- Pepsyna (Pepsinum) 5 g
- Kwas solny rozcieńczony (10%) (Acidum hydrochloricum dilutum) 2 g
- Nalewka z owocni pomarańczy gorzkiej (Tinctura Aurantii amara) 4 g
- Woda oczyszczona (Aqua purificata) do 200 g

Preparat obecnie nie jest produkowany przemysłowo. Sporządzany w zakresie receptury aptecznej.